# Service hospitalier
Les services hospitaliers sont un regroupement d'unités fonctionnelles d'une même discipline médicale. Ce sont des structures agrégées constituant l'organisation d'un hôpital en France. Un service peut être constitué d'une seule unité fonctionnelle si cette dernière ne présente aucune complémentarité directe avec d'autres unités de même discipline médicale ou s'il n'existe pas d'unité fonctionnelle ayant la même activité.

## Regroupement en pôles
Selon le plan hôpital 2007, les services se regroupent en pôles hospitaliers. On peut trouver par exemple un pôle de médecine regroupant les services de cardiologie, néphrologie, oncologie, etc. ou encore un pôle de chirurgie avec les services de chirurgie viscérale, cardiaque, etc. 
Le regroupement de différents services et unités fonctionnelles en pôles d'activité a été consacré par la loi. L'organisation par pôles a pour ambition de décloisonner l'hôpital tant sur le plan des disciplines médicales et des services que sur celui de la stratification des modes décisionnels entre administratifs, médecins et soignants.